# Fat Lip (Sum 41)
Fat Lip is een single van de Canadese band Sum 41 uit 2001. Het nummer is afkomstig van het debuutalbum All Killer No Filler en hun meest succesvolle single tot nu toe met een nummer 1-plaats in de Billboard Alternative Songs. In Vlaanderen behaalde het de 41e plek en in Nederland de 43e plek in de hitlijsten.
Fat Lip is gebruikt in onder meer het ijshockeyspel NHL 2002, Guitar Hero 2 en American Pie 2. In de intro van de volgende single van de band, In Too Deep, is het nummer op de achtergrond te horen. Seann William Scott zong het nummer in Saturday Night Live.

## Tracklist
| Nr. | Titel               | Duur |
| --- | ------------------- | ---- |
| 1.  | Fat Lip             | 3:04 |
| 2.  | Makes No Difference |      |
| 3.  | What I Believe      |      |
| 4.  | Machine Gun         | 2:30 |

| Nr. | Titel                       | Duur |
| --- | --------------------------- | ---- |
| 1.  | Fat Lip                     | 3:04 |
| 2.  | T.H.T. (Tables Have Turned) |      |
| 3.  | Makes No Difference         |      |
| 4.  | What I Believe              |      |
| 5.  | Machine Gun                 | 2:30 |

## Hitlijsten
| Nummer | 70 | 63 | 45 | 46 | 45 | 43 | 51 | 62 | 72 | uit |

| Land                | Charts          | Charts |
|                     | Hoogste positie |        |
| ------------------- | --------------- | ------ |
| Australië           | 58              |        |
| België              | 41              |        |
| Duitsland           | 69              |        |
| Nederland           | 43              |        |
| Oostenrijk          | 21              |        |
| Verenigd Koninkrijk | 8               |        |
| Verenigde Staten    | 1               |        |
| Zwitserland         | 51              |        |